# Daryl van Wouw
Daryl van Wouw (9 maart 1977) is een Nederlands modeontwerper.

## Biografie
Hij groeide op in Veenendaal als jongste zoon van een Surinaamse moeder en een Nederlandse vader. Na de modevakschool studeerde hij aan de Kunstacademie in Den Haag en de Hogeschool voor Beeldende Kunsten in Arnhem. Bij deze laatste studie liep hij stage bij zowel de Nederlandse ontwerper Mart Visser als bij ontwerpster Donna Karan in New York. Zijn afstudeercollectie werd genomineerd voor de Robijn Fashion Award. In 2005 haalde hij een masterdiploma mode aan het Fashion Institute Arnhem. Nog geen jaar later toonde hij zijn collectie aan de internationale pers tijdens de New York Fashion Week.
In 2008 opende de ontwerper zijn eigen winkel aan de Prinsengracht. Hij verkocht hier zijn eigen label. Eind juli 2010 besloot van Wouw zijn winkel te sluiten, om zich volledig te gaan focussen op online verkoop en de verkoop aan multibrandwinkels. Hij nam met de sluiting van zijn winkel afscheid van zijn samenwerking met het merk Suitsupply. Na dit besluit is de ontwerper vertrokken naar China om zich te gaan richten op de Aziatische markt. Daar werkt hij veel in Shanghai om zijn kleding laten vervaardigen.

## Stijl
Zijn stijl is het best te omschrijven als streetwise. Hij haalt zijn inspiratie uit muziek en zijn handelsmerk is de koptelefoon. Zijn lente- en zomercollectie in 2008 was geïnspireerd op old school computergames als Tetris, de jaren tachtig van de twintigste eeuw en het moderne Azië. Dit resulteerde in een kleurrijke collectie, met grafische prints, origami technieken en veel streetstyle-invloeden. Voor zijn lente- en zomercollectie ‘Lovely Weird World’ in 2011 liet de ontwerper zich inspireren door het nummer en de videoclip van Paradise Circus van Massive Attack. 